# Legion Ochotników Francuskich przeciw Bolszewizmowi

Sztandar jednostki

Barteka Krzyża Wojennego LVF przyznawanego żołnierzom Legionu przez rząd Vichy

Legion Ochotników Francuskich przeciw Bolszewizmowi (fr. Légion des volontaires français contre le bolchevisme, niem. Infanterie Regiment 638; LVF) – francuska kolaborancka formacja zbrojna w składzie Wehrmachtu podczas II wojny światowej.

## Utworzenie Legionu
22 czerwca 1941 r., tego samego dnia, kiedy wojska niemieckie zaatakowały ZSRR, przywódca faszystowskiej Francuskiej Partii Ludowej, Jacques Doriot, wysunął hasło powołania ochotniczego legionu francuskiego do walki z Sowietami. Następnego dnia w tym celu spotkał się w Paryżu z ambasadorem III Rzeszy w okupowanej Francji, Ottonem Abetzem, inny francuski kolaborant Marcel Deat. 5 lipca z Berlina od niemieckiego ministra spraw zagranicznych Joachima von Ribbentropa przyszła aprobata dla pomysłu. Niemcy postawili jednak pewne warunki: werbunek ma być ograniczony jedynie do okupowanej części Francji, a limit ochotników wynosi 15 tys. Niemiecka akceptacja dla idei francuskich kolaborantów wiązała się z polityką Rzeszy sformowania i wysłania na wschód legionów z różnych podbitych krajów. 
7 lipca powstał Centralny Komitet LVF, w skład którego weszli najważniejsi przedstawiciele kolaboranckich ugrupowań, jak Jacques Doriot, Marcel Deat, Marcel Bucard, Pierre Constantini, Eugène Deloncle, Jean Boissel. Centrum rekrutacyjne Legionu zostało umiejscowione w przedwojennej siedzibie sowieckiej agencji turystycznej Intourist w Paryżu. Poparcie dla Komitetu zadeklarował także Fernand de Brinon, delegat rządu Vichy. 5 sierpnia LVF został oficjalnie powołany. Ogółem zgłosiło się ok. 13 tys. ochotników, z których zaledwie połowa została zakwalifikowana do przeszkolenia. W większości byli to członkowie francuskich partii faszystowskich i faszyzujących oraz jeńcy wojenni, którzy nie chcieli pracować w Niemczech.

## Początek i chrzest bojowy

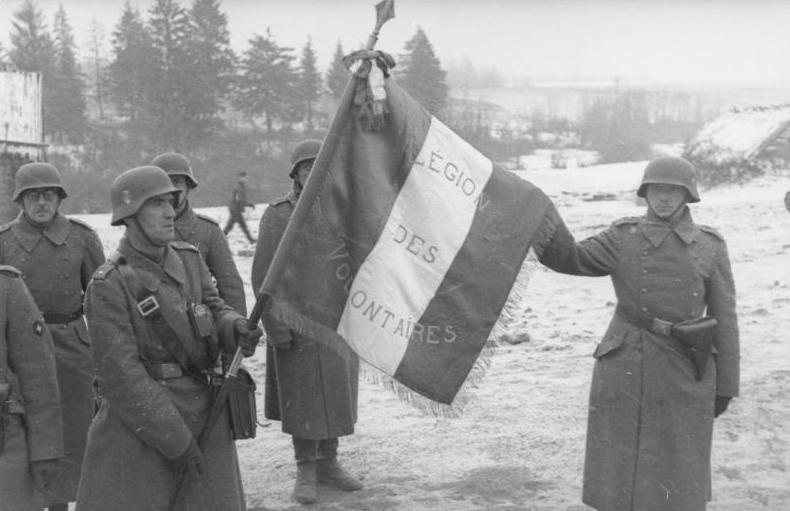
Żołnierze Legionu w czasie walk w ZSRR, listopad 1941 r.

We wrześniu pierwsza grupa 2,5 tys. Francuzów została przeniesiona do obozu szkoleniowego pod Dębicą w Generalnym Gubernatorstwie. Otrzymali oni niemieckie mundury z plakietką z flagą francuską na prawym ramieniu. Rozkazy były wydawane po francusku. Natomiast ochotnicy musieli złożyć przysięgę na wierność Adolfowi Hitlerowi, co początkowo spowodowało pewne problemy. 5 października 1941 r. ks. Jean de Mayol de Lupé odprawił masową polową mszę świętą nakłaniając żołnierzy do składania przysięgi.
Pierwszym dowódcą Legionu mianowano płk. Rogera Labonne’a, byłego oficera francuskich wojsk kolonialnych. LVF włączono do Wehrmachtu jako Francuski 638. Pułk Piechoty (Französischer Infantry-Regiment 638). Składał się on z dwóch batalionów: jeden pod dowództwem kpt. Leclercq’a i drugi – Girardeau. Pod koniec października opuszczono Dębicę i na początku listopada zajęto stanowiska w rejonie szosy na Moskwę, ok. 60 km od sowieckiej stolicy. 
W tym czasie Legion stracił już 1/3 stanu z powodu ciężkiej zimy i chorób. Niemieckie dowództwo przydzieliło go do 7. Dywizji Piechoty gen. Eccarta Freiherra von Gablenza. 24 listopada 1. batalion obsadził pozycje koło wsi Diukowo, przechodząc 1 grudnia do natarcia na siły sowieckiej 32. Dywizji Piechoty, przybyłej z Syberii i dobrze wyposażonej. Warunki pogodowe były bardzo złe: temperatura spadała poniżej -20 °C i były bardzo silne zamiecie. Po tygodniu nieudanych ataków, podczas których poniesiono duże straty, batalion został przeniesiony na tyły. 2. batalion, znajdujący się bardziej na północ, pozostawał poza obszarem walk. Między 6 i 9 grudnia Legion wraz z całą 7. DP został wycofany z pierwszej linii frontu. Ogółem straty wyniosły 65 zabitych, 120 rannych oraz ponad 300 chorych i mających odmrożenia.

## Walki na Białorusi i Ukrainie
Niemcy postanowili uzupełnić Legion nowymi ochotnikami i lepiej przeszkolić. Francuzów ponownie przeniesiono do Generalnego Gubernatorstwa (lager Kruszyna), dokąd też przybyli nowi ochotnicy. Legion został przeorganizowany w trzy bataliony i przerzucony do ZSRR, gdzie pod dowództwem płk. Edgara Puauda, byłego oficera Legii Cudzoziemskiej, od lipca 1942 r. do grudnia 1943 r. toczył walki z partyzantami. Jego obszar działania mieścił się na Białorusi w rejonie Borysowa, Smoleńska i Kotowa. Operowano raczej poszczególnymi batalionami, niż całą jednostką. W jednym przypadku użyto całego Legionu, przydzielając go do 286. Dywizji Ochronnej. W pierwszej połowie 1944 r. Francuzi walczyli przeciw Sowietom na Ukrainie. Czwarty batalion formowany w Lager Kruszyna został 10 sierpnia 1944 roku wcielony do 58 pułku Grenadierów Waffen-SS (2 francuska). 
W czerwcu, po rozpoczęciu się generalnej ofensywy Armii Czerwonej i przełamaniu niemieckiego frontu, LVF zgrupowany w Kampfgruppe pod dowództwem mjr. Bridoux, wycofywał się wraz z pozostałymi dywizjami. Poniesiono wówczas straty wynoszące 41 zabitych i 24 rannych. Dwa tygodnie później, wyczerpani i wygłodniali, francuscy legioniści dotarli do obozu Greifenberg na Pomorzu, gdzie spotkali francuskich towarzyszy z Waffen-SS. Niemcy latem 1944 r. sformowali z nich Francuską Ochotniczą Brygadę Szturmową SS.